# John G. Hemry

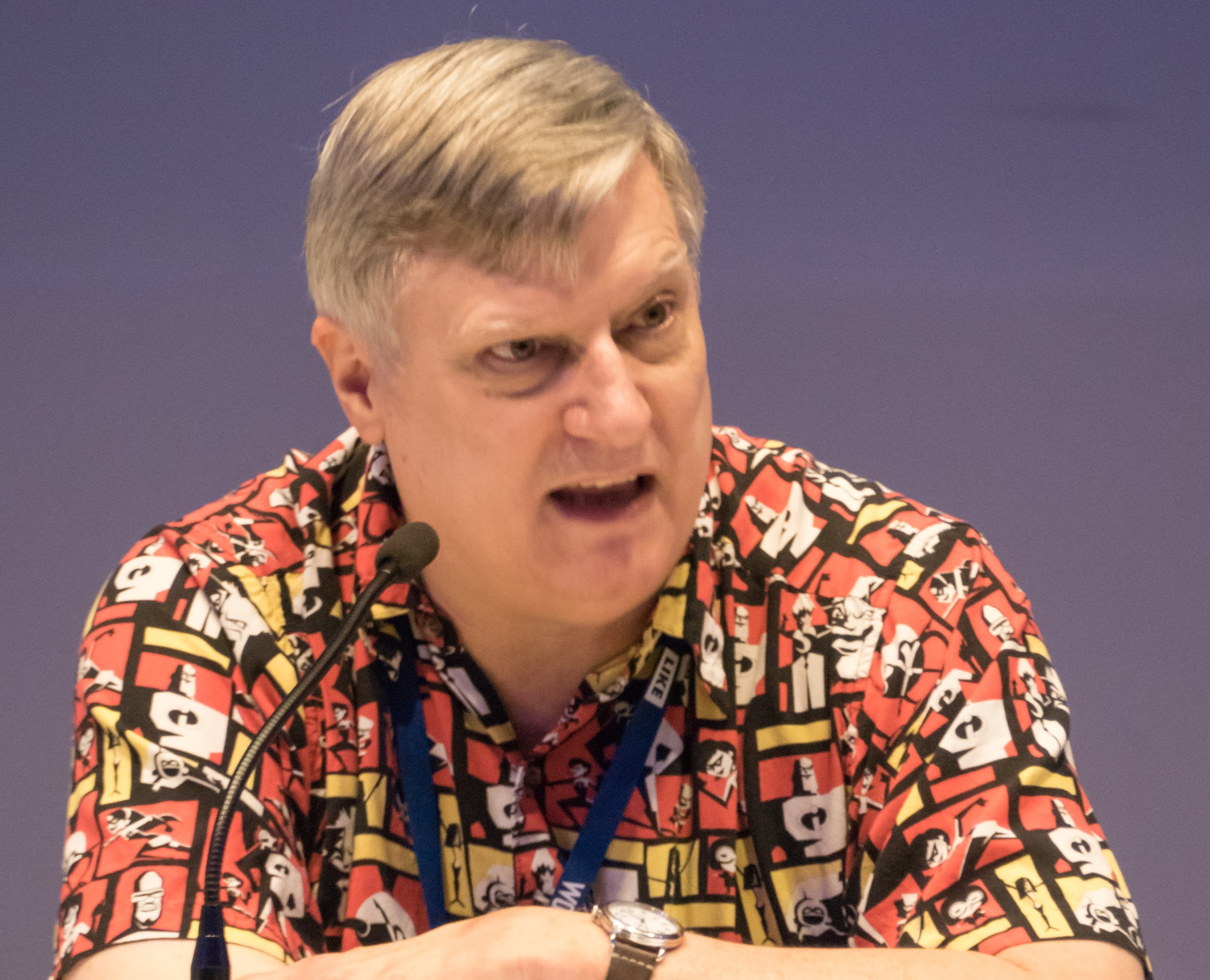
John G. Hemry, 2017

John G. Hemry (* 14. April 1956) ist ein US-amerikanischer Science-Fictionautor. Im deutschsprachigen Raum wurde er zuerst unter dem Pseudonym Jack Campbell bekannt, unter dem er den Zyklus Die Verschollene Flotte schreibt.

## Leben
Hemry ist der Sohn eines US Navy Offiziers. Aufgrund der Versetzungen seines Vaters wuchs er in Pensacola, Florida, San Diego, Kalifornien und den Midway-Inseln auf. Er absolvierte die Lyons High School in Lyons, Kansas in 1974 und ging zur United States Naval Academy (Class of '78). Nach mehreren Stationen in der US Navy wurde er als Lieutenant Commander pensioniert. Er lebt heute in Maryland, ist verheiratet und hat drei Kinder.

## Werke
1997 veröffentlichte Hemry seine erste Kurzgeschichte One small spin. Ihr folgten über dreißig weitere Kurzgeschichten, vier Science-Fiction-Serien mit mehreren Spin-off-Serien, Einzelbücher und Anthologien. 2015 startete Hemry darüber hinaus mit einer Steampunk-Serie. Seit 2006 schreibt Hemry überwiegend unter seinem Pseudonym Jack Campbell, unter dem auch einige seiner früheren Bücher neu aufgelegt oder übersetzt wurden.

### Stark’s War Serie (als John G. Hemry)
Die Serie handelt auf dem Mond von einer Einheit US-Soldaten geführt von Sergeant Stark. Unter seiner Führung meutert die Einheit um die Kolonisten zu beschützen.
- Stark’s War Ace Books, New York 2000, ISBN 0-441-00715-5.
- Stark’s Command Ace Books, New York 2001, ISBN 0-441-00822-4.
- Stark’s Crusade Ace Books, New York 2002, ISBN 0-441-00915-8.

Die Bücher wurden 2011 von Titan Books auch unter dem Pseudonym Jack Campbell neu aufgelegt. Ebenfalls unter diesem Pseudonym wurden ab 2018 die Bücher auf Deutsch übersetzt. Übersetzer war wie auch schon bei den zuvor übersetzten Büchern Ralph Sander.

### JAG in Space / Paul Sinclair Serie (als John G. Hemry)
Die Serie handelt von Paul Sinclair, einem Ensign auf dem Raumschiff USS Michaelson.
- A Just Determination Ace Books, New York 2003, ISBN 0-441-01052-0.
- Burden of Proof Ace Books, New York 2004, ISBN 0-441-01147-0.
- Rule of Evidence Ace Books, New York 2005, ISBN 0-441-01262-0.
- Against All Enemies Ace Books, New York 2006, ISBN 0-441-01382-1.

Die Bücher sind bisher nicht auf Deutsch erschienen.

### Die verschollene Flotte (als Jack Campbell)
Die Serie handelt von einer im Feindgebiet abgeschnittenen Raumflotte aus der Sicht des Protagonisten und Kommandanten „Black Jack“ Geary. Im Laufe der Serie gelingt es der Flotte nicht nur nach Hause in die Allianz zurückzukehren, sondern auch im Verlauf der Flucht die Raumflotte des Syndikats nahezu zu vernichten. Dies führt zum Zusammenbruch des Syndikats, welcher genauer im ersten Spin-off „Die verlorenen Sterne“ erzählt wird. Ebenfalls wird zum ersten Mal Kontakt zu Außerirdischen hergestellt, was im zweiten Spin-off „Jenseits der Grenze“ vertieft wird. 2017 startet als dritter Ableger der Serie das Prequel „The Genesis Fleet“. 2021 wurde die Serie mit „Outlands“ fortgesetzt, welche die Geschichte aus den beiden Sequels „Die verlorenen Sterne“ und „Jenseits der Grenze“ zusammenführt und erweitert. Neben den Büchern schrieb Campbell 2017 eine fünfteiligen Comicserie „Corsaire“ welche von Andrew Siregar und Sebastian Cheng gezeichnet und koloriert wurde und nur elektronisch verlegt wurde. 2024 erschien die Geschichte dann zusammen mit vier bereits vorher veröffentlichen Kurzgeschichten aus dem gleichen Universum als Anthologie „Rendezvous With Corsair“.

#### The Lost Fleet (deutsch: Die verschollene Flotte)
- The Lost Fleet: Dauntless Ace Books, New York 2006, ISBN 0-441-01418-6.
- The Lost Fleet: Fearless Ace Books, New York 2007, ISBN 978-0-441-01476-7.
- The Lost Fleet: Courageous Ace Books, New York 2007, ISBN 978-0-441-01567-2.
- The Lost Fleet: Valiant Ace Books, New York 2008, ISBN 978-0-441-01619-8.
- The Lost Fleet: Relentless Ace Books, New York 2009, ISBN 978-0-441-01708-9.
- The Lost Fleet: Victorious Ace Books, New York 2010, ISBN 978-0-441-01869-7.

Die Bücher wurden von Ralph Sander auf Deutsch übersetzt und sind bei Bastei-Lübbe erschienen.

#### Beyond the Frontier (deutsch: Jenseits der Grenze)
- The Lost Fleet: Beyond the Frontier: Dreadnaught Ace Books, New York 2011, ISBN 978-0-441-02037-9.
- The Lost Fleet: Beyond the Frontier: Invincible Ace Books, New York 2012, ISBN 978-1-937007-45-4.
- The Lost Fleet: Beyond the Frontier: Guardian Ace Books, New York 2013, ISBN 978-0-425-26050-0.
- The Lost Fleet: Beyond the Frontier: Steadfast Ace Books, New York 2014, ISBN 978-0-425-26052-4.
- The Lost Fleet: Beyond the Frontier: Leviathan Ace Books, New York 2015, ISBN 978-0-425-26054-8.

Die Bücher wurden von Ralph Sander auf Deutsch übersetzt und sind bei Bastei-Lübbe erschienen.

#### The Lost Stars (deutsch: Die verlorenen Sterne)
- The Lost Stars: Tarnished Knight Ace Books, New York 2012, ISBN 978-1-937077-82-2.
- The Lost Stars: Perilous Shield Ace Books, New York 2013, ISBN 978-0-425-25631-2.
- The Lost Stars: Imperfect Sword Ace Books, New York 2014, ISBN 978-0-425-27225-1.
- The Lost Stars: Shattered Spear Ace Books, New York 2016, ISBN 978-0-425-27227-5.

Die Bücher wurden von Ralph Sander auf Deutsch übersetzt und sind bei Bastei-Lübbe erschienen.

#### The Genesis Fleet
- The Genesis Fleet: Vanguard Ace Books, New York 2017, ISBN 978-1-101-98834-3.
- The Genesis Fleet: Ascendant Ace Books, New York 2018, ISBN 978-1-101-98837-4.
- The Genesis Fleet: Triumphant Ace Books, New York 2019, ISBN 978-1-101-98840-4.

Die Bücher wurden bisher nicht auf Deutsch übersetzt.

#### Outlands
- Outlands: Boundless Ace Books, New York 2021, ISBN 978-0-593-19896-4.
- Outlands: Resolute Ace Books, New York 2022, ISBN 978-0-593-19899-5.
- Outlands: Implacable Ace Books, New York 2023, ISBN 978-0-593-19902-2.

Die Bücher wurden bisher nicht auf Deutsch übersetzt.

### The Pillars of Reality (als Jack Campbell)
Die als Hexalogie angelegte Serie spielt in einer Steampunk Umgebung und handelt von der Mechanikerin Mari und dem Magier Alain. 2017 erschien das erste Buch der Fortsetzung The Legacy of Dragons. Ab 2020 erschien die Trilogie The Legacy of Dragons in der gleichen Welt.
- The Dragons of Dorcastle Jabberwocky Literary Agency, New York 2015, ISBN 978-1-62567-127-1.
- The Hidden Masters of Marandur Jabberwocky Literary Agency, New York 2015, ISBN 978-1-62567-133-2.
- The Assassins of Altis Jabberwocky Literary Agency, New York 2015, ISBN 978-1-62567-135-6.
- The Pirates of Pacta Servanda Jabberwocky Literary Agency, New York 2016, ISBN 978-1-62567-137-0.
- The Servants of the Storm Jabberwocky Literary Agency, New York 2016, ISBN 978-1-62567-139-4.
- The Wrath of the Great Guilds Jabberwocky Literary Agency, New York 2016, ISBN 978-1-62567-141-7.

Die Bücher wurden bisher nicht auf Deutsch übersetzt.

#### The Legacy of Dragons
- Daughter of Dragons Jabberwocky Literary Agency, New York 2017, ISBN 978-1-62567-273-5.
- Blood of Dragons Jabberwocky Literary Agency, New York 2017, ISBN 978-1-62567-293-3.
- Destiny of Dragons Jabberwocky Literary Agency, New York 2018, ISBN 978-1-62567-364-0.

Das erste Buch wurde zuerst als Hörbuch und E-Book veröffentlicht. Sie sind bisher nicht auf Deutsch erschienen.

#### Empress of the Endless Sea
- Pirate of the Prophecy Jabberwocky Literary Agency, New York 2020, ISBN 978-1-62567-505-7.
- Explorer of the Endless Sea Jabberwocky Literary Agency, New York 2020, ISBN 978-1-62567-506-4.
- Fate of the Free Lands Jabberwocky Literary Agency, New York 2020, ISBN 978-1-62567-507-1.

Die Bücher wurden bisher nicht auf Deutsch übersetzt.

### The Doomed Earth  (als Jack Campbell)
Die Duologie handelt von Leutnant Selene Genji, welche nach der Zerstörung der Erde im Jahre 2180 zurück in das Jahr 2160 reist, um zusammen mit Leutnant Kayl Owen dies zu verhindern.
- In Our Stars Ace Books, New York 2024, ISBN 978-0-593-64063-0.
- Destiny's Way Ace Books, New York 2025, ISBN 978-0-593-64066-1.

Die Bücher wurden bisher nicht auf Deutsch übersetzt.

### Einzelbücher und Anthologien
- The Last Full Measure Subterranean Press, Burton 2013, ISBN 978-1-59606-568-0.
- Ad Astra (Anthologie) Jabberwocky Literary Agency, New York 2013, ISBN 978-1-62567-032-8.
- Borrowed Time (Anthologie) Jabberwocky Literary Agency, New York 2016, ISBN 978-1-62567-194-3. (2013 als E-Book erstveröffentlicht)
- Swords and Saddles (Anthologie) Jabberwocky Literary Agency, New York 2016, ISBN 978-1-62567-193-6. (2013 als E-Book erstveröffentlicht)
- The Sister Paradox Espec Book, Stratford 2017, ISBN 978-1-942990-40-6.
- Rendezvous With Corsair (Anthologie) Jabberwocky Literary Agency, New York 2024, ISBN 978-1-62567-655-9.